# Yala (Kenya)
Pour les articles homonymes, voir Yala.
Yala est le chef lieu du district de Gem dans le comté de Siaya au Kenya. Elle est située approximativement 50 km à l'est-nord-est de Kisumu et traversée par la rivière Yala.

## Histoire
Yala, en tant qu’agglomération, fut créée en 1930 lorsque y arriva la ligne de chemin de fer entre Kisumu et Butere et que les commerçants ambulants y convergèrent pour vendre leur marchandise aux usagers.

## Infrastructures
La ville est desservie par la route nationale n° B1 (Kisumu - Busia) et possède une gare ferroviaire sur la ligne de Kisumu à Butere.